# (517) Édith
(517) Édith est un astéroïde de la ceinture principale.